# Objetivo de Desenvolvimento Sustentável 8
O Objetivo de Desenvolvimento Sustentável 8 ( ODS 8 ou Objetivo Global 8 ) é sobre "trabalho digno e crescimento econômico" sendo um dos 17 Objetivos de Desenvolvimento Sustentável que foram definidos pela Assembleia Geral das Nações Unidas no ano de 2015. Tem por título “Promover o crescimento econômico sustentado, inclusivo e sustentável, o emprego pleno e produtivo e o trabalho digno para todos”. O avanço em direção aos objetivos será quantificado, acompanhado e avaliado por 17 indicadores.
O Objetivo de Desenvolvimento Sustentável (ODS) 8 possui um total de doze objetivos a serem atingidos até 2030. Algumas dessas metas têm como prazo o ano de 2030, enquanto outras são para 2020. Os dez primeiros objetivos são focados em resultados. São esses: " crescimento econômico sustentável; diversificar, inovar e melhorar a produtividade económica ", "promover políticas para apoiar a criação de emprego e empresas em crescimento", "melhorar a eficiência dos recursos no consumo e na produção", 'pleno emprego e trabalho digno com remuneração igual ', 'promover emprego, educação e formação dos jovens», «acabar com a escravatura moderna, o tráfico e o trabalho infantil », «assegurar os direitos trabalhistas e fomentar locais de trabalho seguros», «promover o turismo benéfico e sustentável », o acesso universal a serviços bancários, de seguros e financeiros . Além disso, há também duas metas relacionadas aos meios de implementação: intensificar o apoio ao comércio e criar uma estratégia global para o emprego juvenil.
Para os países menos desenvolvidos, a meta económica é atingir pelo menos 7% de crescimento anual do Produto Interno Bruto (PIB). Em 2018, a taxa de crescimento global do PIB real per capita foi de 2%.
Nos últimos cinco anos, o crescimento econômico nos países menos desenvolvidos registrou uma taxa média de crescimento de 4,3%. Em 2019, 22% dos jovens globalmente não estavam empregados, não frequentavam a escola e não estavam envolvidos em qualquer formação.

## Fundo

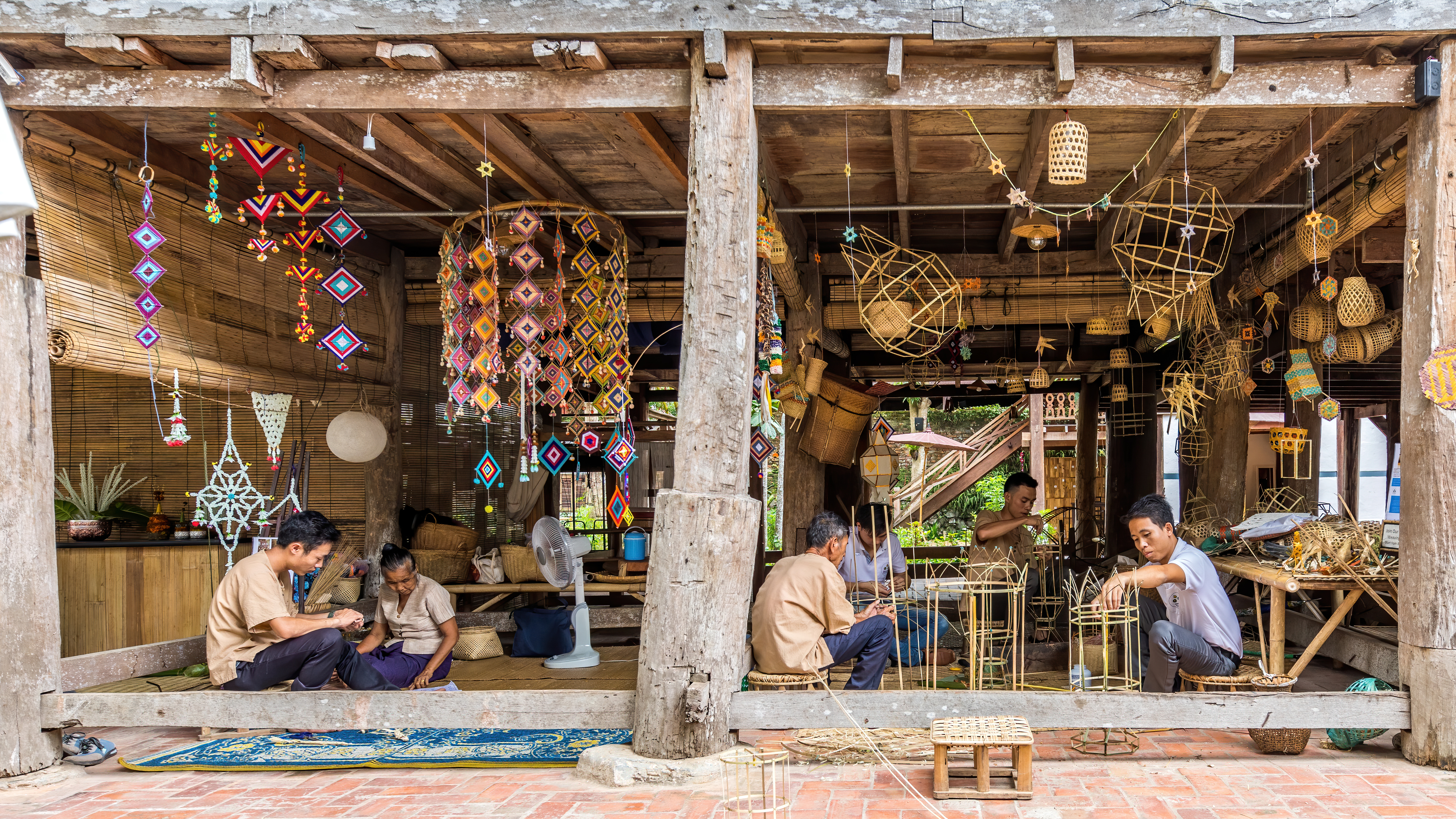
Artesãos trabalhando em cestaria de bambu e esculturas, na casa histórica de Heuan Chan, Luang Prabang, Laos

Durante quase três décadas, o número de trabalhadores que vivem na pobreza extrema reduziu drasticamente. Isto apesar do impacto duradouro da crise económica de 2008 e da recessão global . Nos países em desenvolvimento, 34% do total de empregos destinavam-se à classe média, número que aumentou significativamente entre os anos de 1991 a 2015.
O crescimento do emprego desde 2008 foi "em média apenas 0,1% ao ano, em comparação com 0,9% entre 2000 e 2007".
O ODS 8 visa promover o crescimento econômico sustentável e equitativo independentemente da sua origem, raça ou género para todos os trabalhadores. Ou seja: alcançar "níveis mais elevados de produtividade económica através da diversificação de produtos, da modernização tecnológica e da inovação, nomeadamente através de uma aposta em sectores de elevado valor acrescentado e de mão-de-obra intensiva ".

## Metas, indicadores e progresso
A ONU definiu as 12 metas e os 17 indicadores para o ODS 8. As 12 Metas especificam as metas e os Indicadores representam as métricas pelas quais o mundo pretende acompanhar se essas metas são alcançadas usando os anos declarados e documentados para a atualização dos indicadores. Dois dos indicadores deverão ser alcançados até o ano 2020, um até o ano 2025, e os catorze indicadores restantes deverão ser alcançados até 2030.
Os objetivos são:
8.1 Manter o crescimento econômico per capita de acordo com as circunstâncias nacionais e, especialmente, alcançar um aumento anual de pelo menos 7% no Produto Interno Bruto (PIB) nos países menos desenvolvidos.
8.2 Alcançar níveis superiores de eficiência econômica por meio da diversificação, modernização tecnológica e inovação, com foco em setores de alto valor agregado e nas áreas intensivas em mão de obra.
8.3 Estimular políticas voltadas para o desenvolvimento que apoiem atividades produtivas, criação de empregos decentes, empreendedorismo, criatividade e inovação, além de incentivar a formalização e crescimento das micro, pequenas e médias empresas, incluindo o acesso a serviços financeiros.
8.4 Aprimorar gradualmente a eficiência global no uso de recursos até 2030, buscando desvincular o crescimento econômico da degradação ambiental, conforme estabelecido no Plano Decenal de Programas sobre Produção e Consumo Sustentáveis, com os países desenvolvidos liderando esse esforço.
8.5 Garantir emprego pleno e produtivo para todas as mulheres e homens até 2030, incluindo jovens e pessoas com deficiência, com remuneração igual para trabalho de igual valor.
8.6 Reduzir significativamente a proporção de jovens desempregados, sem educação ou formação até 2020.
8.7 Combater imediatamente o trabalho forçado, erradicar a escravidão moderna e o tráfico de pessoas, e proibir e eliminar as piores formas de trabalho infantil, incluindo o recrutamento e uso de crianças-soldado, com o objetivo de acabar com o trabalho infantil em todas as suas formas até 2025.
8.8 Proteger os direitos trabalhistas e promover ambientes de trabalho seguros e protegidos para todos os trabalhadores, incluindo trabalhadores migrantes e pessoas em empregos precários.
8.9 Desenvolver e implementar políticas para promover o turismo sustentável, que gera empregos e valoriza a cultura e os produtos locais até 2030.
8.10 Fortalecer a capacidade das instituições financeiras nacionais para expandir o acesso a serviços bancários, seguros e financeiros para todos.
8.a Aumentar o apoio à Iniciativa de Ajuda para o Comércio (Aid for Trade) nos países em desenvolvimento, especialmente nos menos desenvolvidos, por meio do Quadro Integrado Reforçado para Assistência Técnica Relacionada ao Comércio.
8.b Até 2020, desenvolver e implementar uma estratégia global para o emprego dos jovens, conforme proposto pelo Pacto Mundial para o Emprego da Organização Internacional do Trabalho (OIT).

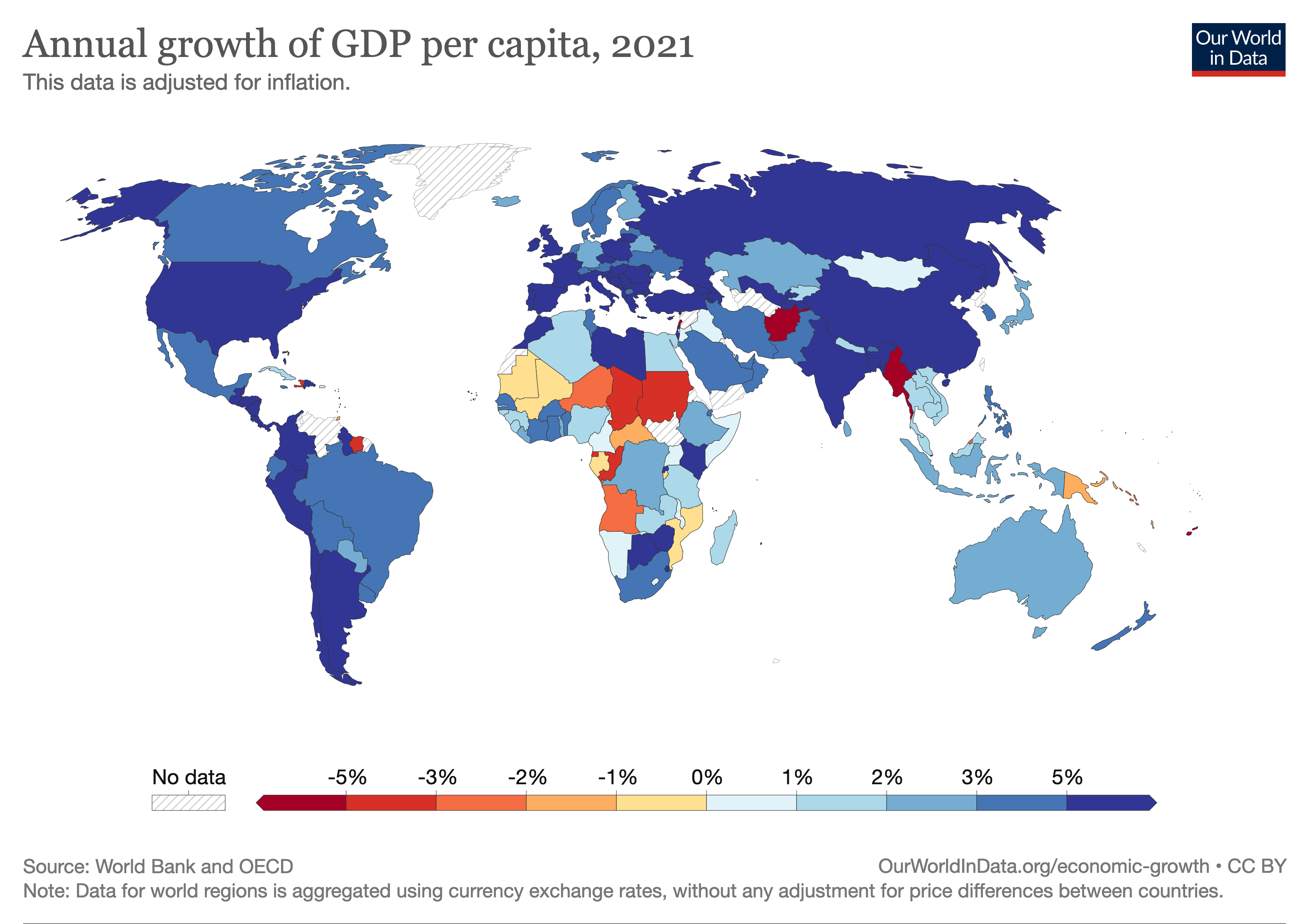
Taxa de crescimento anual do PIB real por pessoa empregada

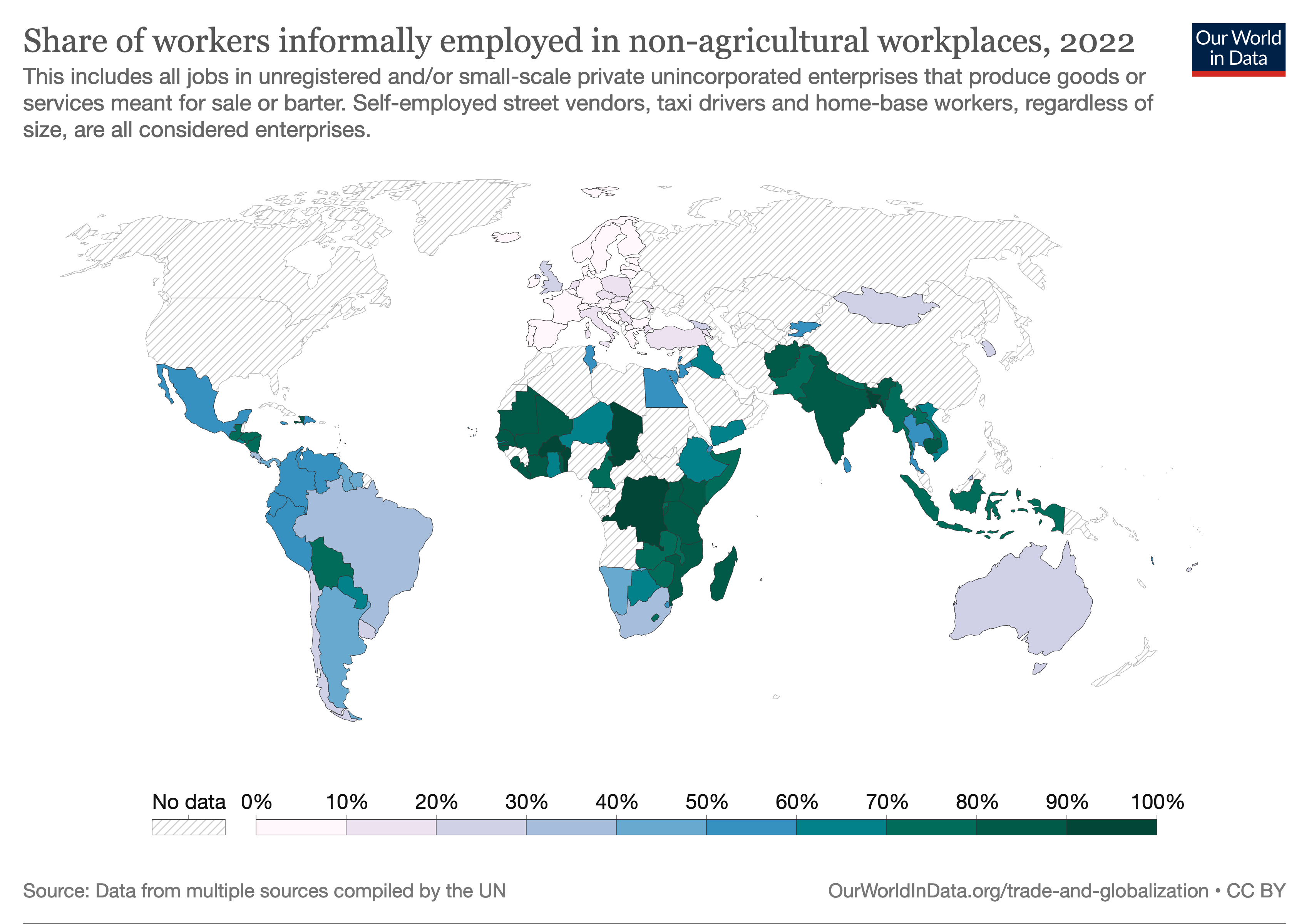
Mapa de Emprego informal, 2017

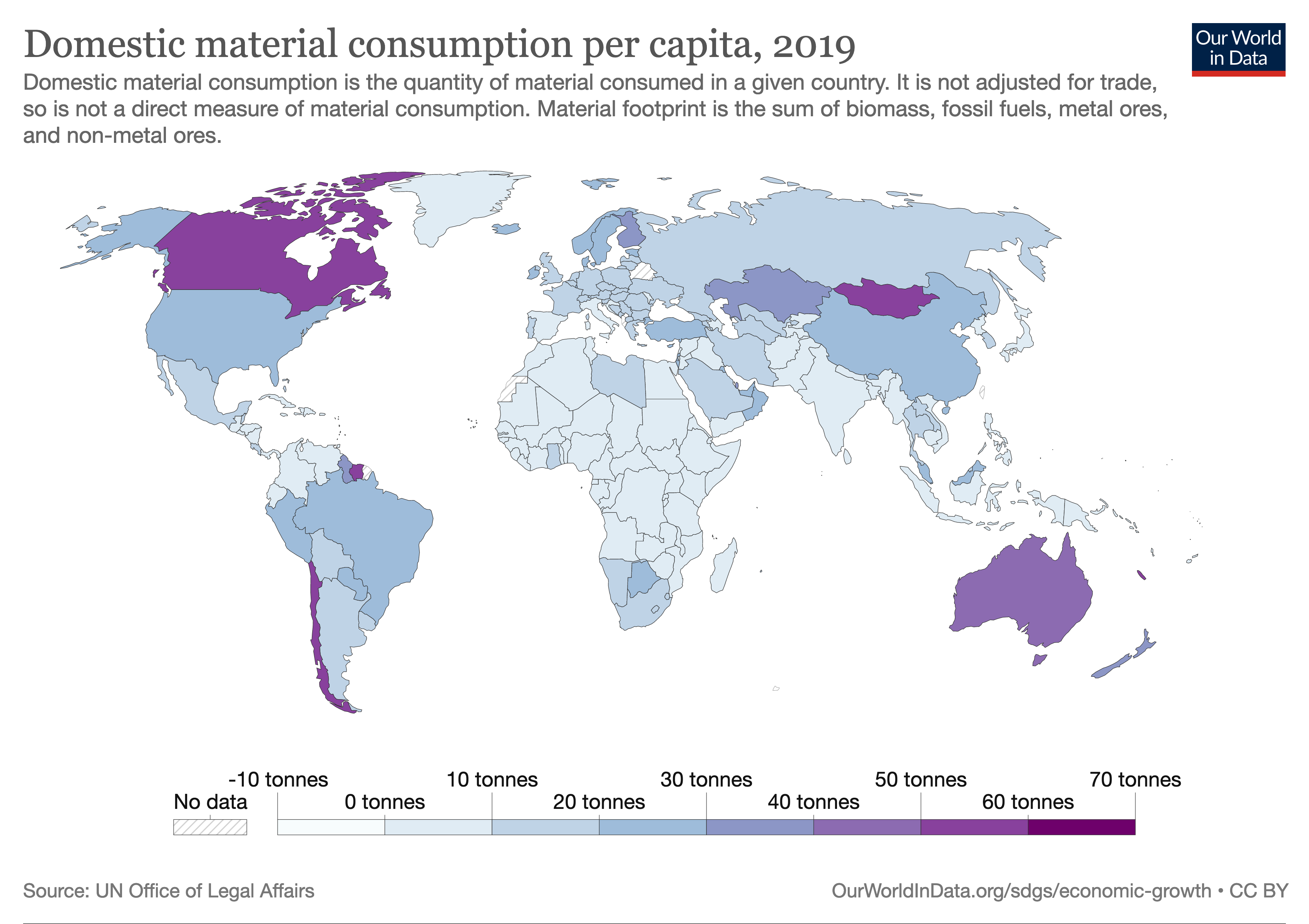
Consumo doméstico de materiais per capita, 2017

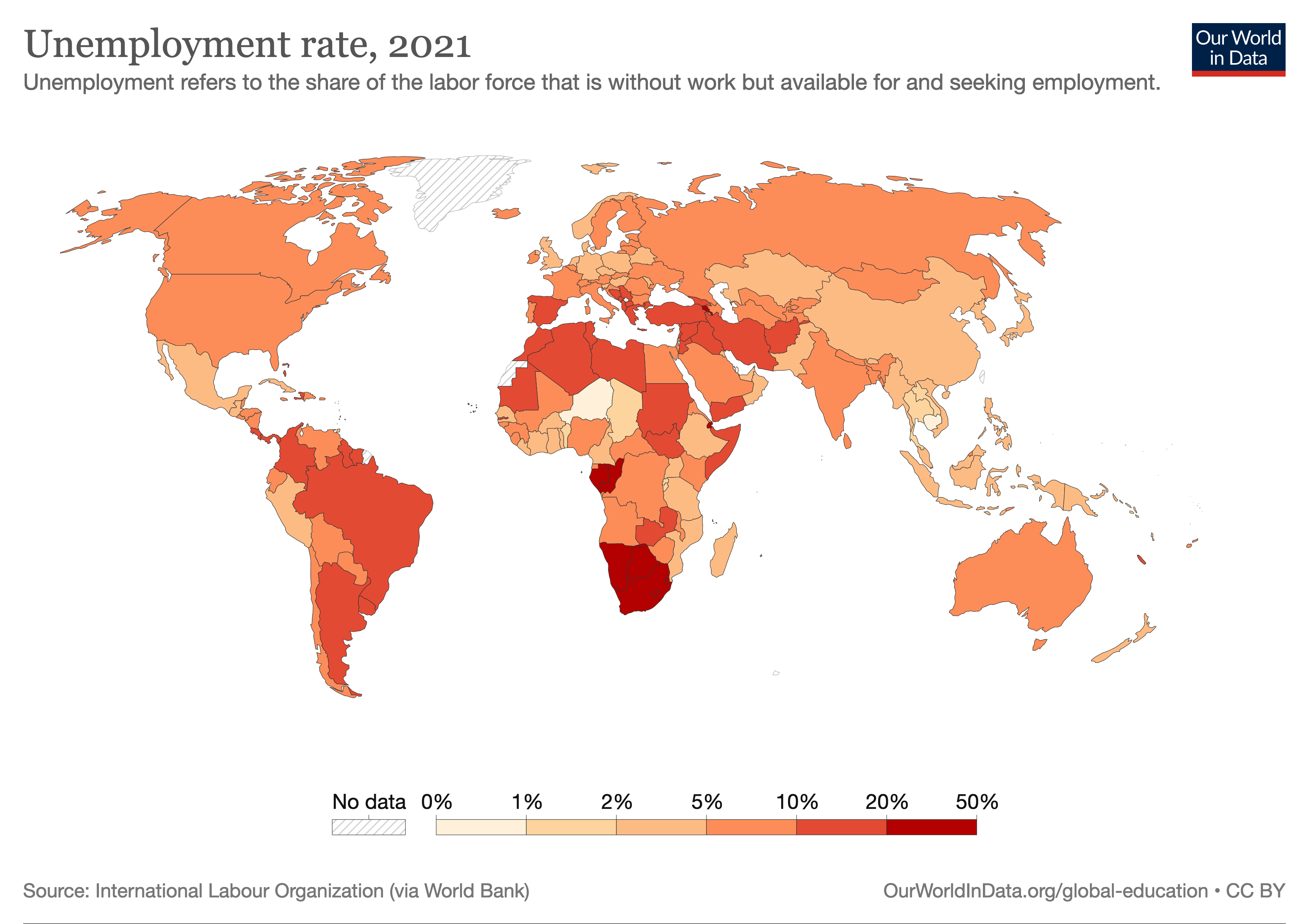
Mapa em 2017 - Taxa de desemprego

## Desafios

### Impactos da pandemia de COVID-19
Com o fechamento de empresas e o impacto nas atividades de pequeno porte decorrente da pandemia da COVID-19, indica-se que as oportunidades de emprego seguirão em declínio.
O desencadeamento da pandemia de COVID-19 em 2020 resultou na desaceleração do crescimento econômico global, afetando todos os setores, incluindo bancos, seguradoras e serviços. Além disso, segmentos como o turismo também enfrentam desafios significativos, e prevê-se uma queda de 4,2% no Produto Interno Bruto (PIB) per capita durante esse período.

## Crítica
Diversos pesquisadores notaram que o crescimento econômico global contínuo de 3% (Objetivo 8.1) pode não ser compatível com os Objetivos de Desenvolvimento Sustentável (ODS) relacionados à sustentabilidade ambiental (6, 12, 13, 14 e 15). Isso ocorre porque a taxa necessária de desvinculação absoluta entre economia e ecologia é muito maior do que qualquer país já alcançou no passado. Além disso, segundo o antropólogo Jason Hickel, essa meta também pode entrar em conflito com outros objetivos não ambientais. Por exemplo, o ODS 1 (erradicação da pobreza) pode se tornar inatingível se o desenvolvimento econômico resultar na automatização completa da maioria dos empregos, o que pode ser mais fácil de ocorrer no setor industrial crucial dos países em desenvolvimento. Diante disso, ele sugere eliminar o Objetivo 8.1 e ajustar outros objetivos, como os ODS 8.4 e 10 (redução da desigualdade de renda), tornando-os quantitativos e explicitamente voltados para a sustentabilidade e o bem-estar social.